# Stenträsket (Lycksele socken, Lappland, 714310-165270)
Stenträsket är en sjö i Lycksele kommun i Lappland och ingår i Umeälvens huvudavrinningsområde. Sjön har en area på 1,14 kvadratkilometer och ligger 240 meter över havet. Sjön avvattnas av vattendraget Stenträskbäcken.

## Delavrinningsområde
Stenträsket ingår i det delavrinningsområde (714460-165160) som SMHI kallar för Utloppet av Stenträsket. Medelhöjden är 272 meter över havet och ytan är 8,68 kvadratkilometer. Räknas de 2 avrinningsområdena uppströms in blir den ackumulerade arean 29,25 kvadratkilometer. Stenträskbäcken som avvattnar avrinningsområdet har biflödesordning 3, vilket innebär att vattnet flödar genom totalt 3 vattendrag innan det når havet efter 121 kilometer. Avrinningsområdet består mestadels av skog (82 procent). Avrinningsområdet har 1,19 kvadratkilometer vattenytor vilket ger det en sjöprocent på 13,7 procent.